# 산스크리트화
산스크리트화(Sanskritisation)는 사회학 용어로서 카스트 계층에서 하위에 위치한 카스트나 부족이 지배적인 카스트나 상위 카스트의 의식과 관습을 모방하여 '상향' 이동을 추구하는 과정을 말한다. 이는 사회학 용어로 '패싱'과 유사한 과정이다. 이 용어는 1950년대에 인도 사회학자 M. N. 스리니바스가 처음 사용했다. 주로 카스트에 기반한 사회 계층의 중간 계급 구성원들 사이에서 산스크리트어화가 관찰되었다.
더 넓은 의미에서 브라만화(Brahmanisation)라고도 불리며, 인도의 '지역적' 종교 전통이 혼합되거나 브라만교에 동조하고 흡수되어 범인도적 종교인 힌두교가 탄생하는 역사적 과정이다.

## 정의
스리니바스는 산스크리트화를 다음과 같은 과정으로 정의했다:
하위 또는 중간 힌두 카스트, 또는 부족 또는 기타 집단은 관습, 의식, 이데올로기 및 생활 방식을 높고 자주 두 번 태어난 카스트의 방향으로 변경한다. 일반적으로 이러한 변화는 지역 사회에서 전통적으로 주장자 계급에게 양보한 것보다 카스트 계층에서 더 높은 지위에 대한 주장으로 이어진다. ... ."

더 넓은 의미에서 산스크리트화는 다음과 같다:
지역 신, 의식, 문학 장르 등 '지역적' 또는 지역적 형태의 문화와 종교가 산스크리트 문학과 문화의 '위대한 전통', 즉 베다를 계시로 받아들이고 일반적으로 '바르나스라마-법'을 고수하는 정통, 아리아인, 브라만들의 문화와 종교와 동일시되는 과정이다.

이 과정에서 지역 전통("작은 전통")은 브라만교라는 "위대한 전통"에 통합되고, 인도 전역과 해외에 산스크리트어 텍스트와 브라만교 사상을 전파하게 된다. 이는 브라만교 전통이 "지역의 대중적인 의식과 이데올로기 전통"을 흡수하는 힌두교로의 이행을 촉진했다.
스리니바스에 따르면, 산스크리트화는 새로운 관습과 습관을 받아들이는 것뿐만 아니라 산스크리트 문학에 등장하는 '새로운' 사상과 가치에 노출되는 것도 포함한다. 그는 카르마, 다르마, 파파, 마야, 삼사라, 모크샤라는 단어가 산스크리트어를 사용하는 사람들의 대화에서 흔히 등장하는 가장 일반적인 산스크리트 신학 사상이라고 설명한다.

## 발전
스리니바스는 옥스퍼드에서 박사 학위 논문을 통해 이 이론을 처음 제시했다. 이 논문은 나중에 카르나타카의 코다바(쿠르그) 공동체에 대한 민족지학적 연구인 책으로 출간되었다. 스리니바스는 다음과 같이 썼다:
카스트 시스템은 각 구성 계급의 위치가 항상 고정되어 있는 경직된 시스템과는 거리가 멀다. 이동은 항상 가능했으며, 특히 '계층 구조의 중간 영역'에서는 더욱 그렇다. 한 카스트는 채식주의와 금주주의를 채택하고 의식과 판테온을 '산스크리트화'함으로써 한두 세대 만에 계층 구조에서 더 높은 위치로 올라갈 수 있었다. 요컨대, 브라만 계급의 관습, 의례, 신념을 가능한 한 그대로 이어받았고, 이론적으로는 금지되었지만 하층 카스트가 브라만 생활 방식을 채택하는 일이 빈번하게 일어났던 것으로 보인다. 이 책에서는 특정 베다 의례가 브라만과 다른 두 개의 '두 번 태어난' 카스트에만 국한되어 있기 때문에 이 과정을 '브라만화' 대신 '산스크리트화'라고 불렀다.

이 책은 인도의 카스트 제도가 경직되고 변하지 않는 제도라는 당시의 통념에 도전했다. 산스크리트화라는 개념은 카스트 관계의 실제 복잡성과 유동성을 다루었다. 이 책은 인도의 다양한 카스트와 공동체가 지위를 재협상하는 역학 관계를 학문적으로 조명했다.
자프렐로 2005, 33페이지에 따르면, 비슷한 발견법이 암베드카르(1916, 1917)에 의해 이전에 설명된 바 있다. 자프렐로는 "이 용어는 스리니바스에 의해 만들어졌지만, 그 과정 자체는 E. T. 앳킨슨이 히말라야 관보에서, 그리고 암베드카르가 그의 저작에서 접했을 수도 있는 알프레드 라이올이 히말라야 관보에서 설명한 바 있다"고 말했다.
비르기니우스 크사는 인류학자들이 종종 산스크리트화 대신 크샤트리아화(Kshatriation)와 라지푸트화(Rajputization)라는 용어를 사용하기도 한다고 지적한다.

## 사례
산스크리트화는 종종 베다 시대 바르나 계급의 두 명문 바르나인 브라만이나 크샤트리야의 바르나 지위를 주장하기 위한 목적이 있었다. 19세기 말에서 20세기 초에 사회에서 상향 이동성을 확보하기 위한 산스크리트화 노력의 일환으로 야다브라는 단어를 채택한 아히르, 고파, 아하르, 고알라 등 다양한 비엘리트 목가 공동체가 그 대표적인 사례이다. 쿠르미와 같이 역사적으로 비엘리트 경작자로 분류되었던 공동체와 코에리, 무라오 등 19세기 후반부터 카스트 조직을 통해 더 높은 사회적 지위를 주장하며 다양한 공동체에서 비슷한 시도를 했다. 칼와르 카스트는 전통적으로 술의 증류와 판매에 관여했지만, 20세기 초에 카스트와 관련된 다양한 조직이 이 과정을 통해 공동체의 이미지를 재정의하고자 했다.
북인도에서 찾아볼 수 있는 또 다른 산스크리트화 사례로 라지푸트가 있다. 역사적 증거에 따르면, 오늘날 라지푸트 공동체는 왕족 혈통을 가진 사람들부터 조상이 소작농이거나 부족이었지만 크샤트리야라는 주장을 정당화하기 위해 토지와 정치 권력을 얻은 사람들까지 그 지위가 매우 다양하다.
산스크리트화의 한 가지 분명한 예는 전통적으로 비채식 음식을 싫어하지 않는 소위 '낮은 카스트'에 속하는 사람들이 두 번 태어난 카스트의 관습을 모방하여 채식을 채택하는 것이다.
또 다른 예로, 북인도 시골에서 힌두교를 믿었던 자트족은 사회 계몽 활동의 일환으로 아리아 사마지의 도움을 받아 산스크리트어 문자를 만들었다.
실패한 예는 비슈와카르마 카스트가 브라만 지위를 주장한 것인데, 이들은 신성한 실을 착용하고 의식을 브라만화하는 등 일부 브라만 카스트의 특성을 채택했음에도 불구하고 일반적으로 그 공동체 밖에서는 받아들여지지 않았다. 스리니바스는 이러한 방법으로 카르나타카 사회 내에서 출세한 링가야트 카스트의 성공과 비슈와카르마 카스트의 실패를 나란히 놓고 비교했다. 좌파 카스트로서 그들의 위치는 그들의 야망을 돕지 못했다.
스리니바스는 산스크리트화가 힌두 카스트에만 국한된 것이 아니라고 생각했으며, 히말라야의 파하디족, 인도 중부의 곤드족과 오라온족, 인도 서부의 빌족 등 '반부족 집단'도 산스크리트화를 거쳤다고 말했다. 그는 이러한 부족들이 산스크리트화를 거친 후 자신들이 카스트, 즉 힌두교도라고 주장했을 것이라고 제시했다. 이 현상은 네팔의 카스족, 마가르족, 네와르족, 타루족 사이에서도 관찰되었다.

## 비판
요겐드라 싱은 이 이론을 다음과 같이 비판했다:
... 산스크리트어화는 비산스크리트어 전통을 무시하기 때문에 과거와 현대 인도의 문화 변화의 많은 측면을 설명하지 못한다. 종종 비산스크리트어 문화 요소는 산스크리트어 전통의 지역화된 형태일 수 있다는 점에 주목할 수 있다. ... 산스크리트어 의례는 종종 비산스크리트어 의례에 대체되지 않고 추가된다.

## 같이 보기
- 문화 변용

### 참조주
1. ↑  Charsley 1998, citing Srinivas 1952
2. ↑  Srinivas 등. 1996.
3. 1 2 3 4  Editors of Encyclopaedia Britannica [b] n.d.
4. ↑  Baru , S. (2021). 《India's Power Elite: Class, Caste and Cultural Revolution》. Penguin Random House India Private Limited. ISBN 9789390914760.
5. 1 2 3  Flood 2013.
6. ↑  Flood 2013, 148쪽
7. 1 2 3  Turner 2008.
8. ↑  Jayapalan 2001, 428쪽.
9. ↑  Flood 2013, 128쪽.
10. ↑  Srinivas 1962.
11. ↑  Srinivas 1952.
12. ↑  Srinivas 1952, 32쪽.
13. ↑  Ambedkar, Bhimrao Ramji (May 1917) [9 May 1916]. “Castes in India: Their Mechanism, Genesis and Development”. 《Indian Antiquary》 XLI.
14. ↑  Jaffrelot 2005, 33쪽 notes that "Ambedkar advanced the basis of one of the most heuristic of concepts in modern Indian Studies – the sanskritization process – that M.N. Srinivas 1952 was to introduce 40 years later."
15. ↑  Jaffrelot 2005.
16. ↑  《Economic and Political Weekly》 (Economic and Political Weekly). |제목=이(가) 없거나 비었음 (도움말)
17. ↑  Jassal, Smita Tewari; École pratique des hautes études (France). Section des sciences économiques et sociales; University of Oxford. Institute of Social Anthropology (2001). 〈Caste in the Colonial State: Mallahs in the census〉. 《Contributions to Indian sociology》. Mouton. 319–351쪽. Quote: "The movement, which had a wide interregional spread, attempted to submerge regional names such as Goala, Ahir, Ahar, Gopa, etc., in favour of the generic term Yadava (Rao 1979). Hence a number of pastoralist castes were subsumed under Yadava, in accordance with decisions taken by the regional and national level caste sabhas. The Yadavas became the first among the shudras to gain the right to wear the janeu, a case of successful sanskritisation which continues till date. As a prominent agriculturist caste in the region, despite belonging to the shudra varna, the Yadavas claimed Kshatriya status tracing descent from the Yadu dynasty. The caste's efforts matched those of census officials, for whom standardisation of overlapping names was a matter of policy. The success of the Yadava movement also lies in the fact that, among the jaati sabhas, the Yadava sabha was probably the strongest, its journal, Ahir Samachar, having an all-India spread. These factors strengthened local efforts, such as in Bhojpur, where the Yadavas, locally known as Ahirs, refused to do begar, or forced labour, for the landlords and simultaneously prohibited liquor consumption, child marriages, and so on."
18. ↑  Mandelbaum, David Goodman (1970). 《Society in India》 (영어) 2. Berkeley: University of California Press. 443쪽. ISBN 978-0-520-01623-1.
19. ↑  Jaffrelot, Christophe (2003). 《India's silent revolution: the rise of the lower castes in North India》 (영어). Columbia University Press. 210–211쪽. ISBN 978-0-231-12786-8. Quote: "In his typology of low caste movements, (M. S. A.) Rao distinguishes five categories. The first is characterised by 'withdrawal and self-organisation'. ... The second one, illustrated by the Yadavs, is based on the claim of 'higher varna status' and fits with Sanskritisation pattern. ..."
20. ↑  Leshnik, Lawrence S.; Sontheimer, Günther-Dietz (1975). 《Pastoralists and nomads in South Asia》. O. Harrassowitz. 218쪽. ISBN 9783447015523. Quote: "The Ahir and allied cowherd castes (whether actually pastoralists or cultivators, as in the Punjab) have recently organized a pan-Indian caste association with political as well as social reformist goals using the epic designation of Yadava (or Jadava) Vanshi Kshatriya, ie the warrior caste descending from the Yadava lineage of the Mahabharata fame."
21. ↑  Jaffrelot, Christophe (2003). 《India's silent revolution: the rise of the lower castes in North India》. London: C. Hurst & Co. 196쪽. ISBN 978-1-85065-670-8.
22. ↑  Prakash, Om (2000). “Political Awakening, Caste Movement and Congress Behaviour”. 《Proceedings of the Indian History Congress》 61: 954–957. ISSN 2249-1937. JSTOR 44148171.
23. ↑  Jaffrelot, Christophe (2003). 《India's silent revolution: the rise of the lower castes in North India》. London: C. Hurst & Co. 197,199쪽. ISBN 978-1-85065-670-8.
24. ↑  Bayly, Christopher A. (1973). 〈Patrons and Politics in Northern India〉.   Gallagher, John; Johnson, Gordon; Seal, Anil. 《Locality, Province and Nation: Essays on Indian Politics 1870 to 1940》 (영어) Reprint판. Cambridge University Press Archive. 63쪽. ISBN 978-0-52109-811-3.
25. ↑  Editors of Encyclopaedia Britannica [a] n.d.
26. ↑  Varadpande 1987.
27. ↑  Talbot 2015.
28. ↑  Christophe Jaffrelot (2010). 《Religion, Caste and Politics in India》 (영어). Primus Books. 431쪽. ISBN 9789380607047.
29. ↑  Ikegame 2013.
30. ↑  Bopegamage, A.; Kulahalli, R. N. (1971). “'Sanskritization' and Social Change in India”. 《European Journal of Sociology》 (Cambridge University Press) 12: 124. doi:10.1017/S000397560000223X. JSTOR 23998568.
31. ↑  Guneratne 2002.
32. ↑  Singh 1994, 11쪽.

## 참고 문헌
- Bista, Dor Bahadur (1999). 《Fatalism and Development》. Oxford India Press.
- Charsley, S. (1998). “Sanskritization: The career of an anthropological theory”. 《Contributions to Indian Sociology》 32 (2): 527. doi:10.1177/006996679803200216. S2CID 143948468.
- Editors of Encyclopaedia Britannica [a] (n.d.). 〈Rajput〉. 《Encyclopædia Britannica》.
- Editors of Encyclopaedia Britannica [b] (n.d.). 〈Other sources: the process of "Sanskritization"〉. 《Encyclopædia Britannica》. The history of Hinduism " Sources of Hinduism " Non-Indo-European sources " The process of "Sanskritization".
- Flood, Gavin (2013) [1996], 《An Introduction to Hinduism》, Cambridge University Press
- Guneratne, Arjun (2002). 《Many Tongues, One People: The making of Tharu identity in Nepal》. Ithaca, New York: Cornell University Press. ISBN 0801487285. 2011년 4월 11일에 확인함 – Google Books 경유.
- Ikegame, Aya (2013). 〈Karnataka: Caste, dominance and social change in the ‘Indian village’〉.   Berger, Peter; Heidemann, Frank. 《The Modern Anthropology of India: Ethnography, themes, and theory》. Routledge. 128쪽. ISBN 9781134061112 – Google Books 경유.
- Jaffrelot, Christophe (2005). 《Dr. Ambedkar and Untouchability: Analysing and fighting caste》. London, UK: C. Hurst & Co. ISBN 978-1-85065-449-0.
- Jayapalan, N. (2001). 《Indian Society and Social Institutions》. Atlantic Publishers & Distributors. 428쪽. ISBN 978-81-7156-925-0. 2013년 1월 17일에 확인함.
- Singh, Yogendra (1994). 《Modernization of Indian Tradition – A systematic study of social change》. Jaipur, IN: Rawat Publications.
- Srinivas, M.N. (1952). 《Religion and Society among the Coorgs of South India》. Oxford, UK: Oxford University Press.
- Srinivas, Mysore Narasimhachar (1962). 《Caste in Modern India, and other essays》. Bombay, IN: Asia Publishing House. 48쪽. OCLC 5206379.
- Srinivas, M.N.; Shah, A.M.; Baviskar, B.S.; Ramaswamy, E.A. (1996). 《Theory and Method: Evaluation of the work of M.N. Srinivas》. New Delhi, IN: Sage. ISBN 81-7036-494-9.
- 《Caste in Modern India; and other essays》 11 Reprint판. Bombay, IN: Media Promoters & Publishers. 1994 [1962]. 48쪽.
- Talbot, Cynthia (2015). 《The Last Hindu Emperor: Prithviraj Cauhan and the Indian Past, 1200–2000》. Cambridge University Press. ISBN 9781107118560 – Google Books 경유.
- Tarde, Gabriel (1899). 《Social Laws: An outline of sociology》. New York, NY; London, UK: The Macmillan Company; Macmillan & Co.
- Turner, Bryan S. (2008), 〈Sanskritization〉,   William A. Darity, Jr., 《International Encyclopedia of the Social Sciences》 7 2판, Detroit: Macmillan Reference, 323–324쪽, 2021년 7월 9일에 확인함
- Varadpande, Manohar Laxman (1987). 《History of Indian Theatre: Classical theatre》. Abhinav Publications. 290쪽. ISBN 978-81-7017-430-1 – Google Books 경유.